# Phillips Petroleum Company
De Phillips Petroleum Company was een Amerikaans oliebedrijf. In 2002 fuseerde het met Conoco tot ConocoPhillips.

## Geschiedenis
De Phillips Petroleum Company werd in 1917 opgericht door Lee Eldas en Frank Phillips in de Amerikaanse staat Oklahoma.
In 1927 ontwikkelde Phillips een nieuwe benzine, die getest werd op Route 66. Toen bleek dat de testauto ook nog eens 66 mph reed, werd besloten het product Phillips 66 te noemen. Het is nog steeds de naam van een tankstationketen in de VS.
In oktober 1962 vroeg het bedrijf een concessie aan om voor de kust van Noorwegen naar olie te zoeken. Eind 1969 werd olie aangeboord en het Ekofiskveld bleek later een van de grootste offshore olievelden ter wereld.
In 1984 probeerde Mesa Petroleum om Phillips Petroleum met een vijandig overnamebod te verwerven. Phillips kon dit verijdelen, maar kreeg hierdoor meer schulden.

## Fusie met Conoco
Eind 2001 kwamen Conoco en Phillips naar buiten met plannen om te fuseren. De nieuwe combinatie ging verder onder de naam ConocoPhillips en werd in grootte de derde van de geïntegreerde Amerikaanse oliemaatschappijen, na ExxonMobil en Chevron; wereldwijd nam het op de zesde plaats in. Het was een aandelentransactie en na de fusie hadden de oud-aandeelhouders van Phillips een belang van 56,6% en die van Conoco 43,4%. ConocoPhillips kreeg zestien topbestuurders, acht van beide fusiepartners.
Op basis van de gegevens van het jaar 2000 werden de totale energiereserves van ConocoPhillips geschat op 8,7 miljard olie-equivalent. Het bedrijf produceerde toen ongeveer 1,7 miljoen vaten olie en gas per dag.  Het bedrijf was onder andere actief in Alaska en de rest van de Verenigde Staten, Canada, de Noordzee, Venezuela, Indonesië, Vietnam, het Midden-Oosten en Rusland. ConocoPhillips had 19 raffinaderijen deels of geheel in eigendom, met een totale verwerkingscapaciteit van 2,6 miljoen vaten per dag. Op 30 augustus 2002 was de fusie een feit.